# Pseudodistichium brotherusii
Pseudodistichium brotherusii là một loài rêu trong họ Ditrichaceae. Loài này được R. Br. bis Dixon mô tả khoa học đầu tiên năm 1923.